# Вейн Тауншип (округ Дофін, Пенсільванія)
Вейн Тауншип (англ. Wayne Township) — селище (англ. township) в США, в окрузі Дофін штату Пенсільванія. Населення — 1266 осіб (2020).

## Демографія
Згідно з переписом 2010 року, у селищі мешкала 1341 особа в 477 домогосподарствах у складі 407 родин. Було 493 помешкання
Расовий склад населення:
| - 96,9 % — білих - 1,2 % — азіатів - 0,4 % — корінних американців |

До двох чи більше рас належало 1,0 %. Частка іспаномовних становила 1,9 % від усіх жителів.
За віковим діапазоном населення розподілялося таким чином: 23,9 % — особи молодші 18 років, 64,2 % — особи у віці 18—64 років, 11,9 % — особи у віці 65 років та старші. Медіана віку мешканця становила 41,9 року. На 100 осіб жіночої статі у селищі припадало 100,1 чоловіків;  на 100 жінок у віці від 18 років та старших — 102,2 чоловіків також старших 18 років.
Середній дохід на одне домашнє господарство  становив 76 957 доларів США (медіана — 65 938), а середній дохід на одну сім'ю — 81 384 долари (медіана — 70 750). За межею бідності перебувало 2,1 % осіб, у тому числі 0,0 % дітей у віці до 18 років та 0,0 % осіб у віці 65 років та старших.
Цивільне працевлаштоване населення становило 662 особи. Основні галузі зайнятості: освіта, охорона здоров'я та соціальна допомога — 19,3 %, роздрібна торгівля — 12,1 %, публічна адміністрація — 11,9 %.